# 세부섬
세부섬(세부아노어: Pulo sa Sugbo, 영어: Cebu Island)은 필리핀 중부 비사야 제도에 있는 섬이다. 면적 4,468 km2이며, 길이 250 km, 너비 45 km의 길쭉한 섬이다. 토양이 비옥하여 필리핀에서 일찍부터 개발된 섬이다. 필리핀에서 마젤란이 처음 도달한 곳이며, 이후 스페인 문화도 가장 먼저 퍼졌다. 일찍부터 개발되어 인구밀도가 높은 섬이다. 섬 동해안의 도시 세부는 섬과 비사야 제도 전체의 중심지이다. 행정적으로는 세부섬과 부속 도서를 포함하여 세부주를 형성한다.

## 지리
남동쪽으로 보홀 해협을 사이에 두고 보홀주, 남쪽으로 시키호루주, 서쪽으로 타뇬 해협을 사이에 두고 동네그로스주, 서비사야 지방의 서네그로스주, 동쪽으로 레이테주와 인접하고 있다.
주위는 막탄섬, 반타얀섬, 마라파스카섬, 오란고섬 등 작은 섬들로 둘러싸여 있다. 동쪽으로 카모테스해와 카모테스 제도를 끼고 레이테섬, 보홀 해협을 사이에 두고 보홀섬 서쪽으로 타뇬 해협을 사이에 두고 네그로스섬, 남쪽으로 시키호르섬, 북쪽으로 비사얀해에 접하고 있다.
세부섬은 대리석의 고원 지대와 해안 평야로 나뉘어 전형적인 열대 섬의 풍경을 이루고있다. 또한 모래 언덕의 무리와 험한 산맥이 섬을 남북으로 종단하고 있다. 산들은 높이 1,000 m에 이르지만, 이들을 덮는 나무는 불충분하다. 큰 평지는 섬의 북쪽과 세부시 주변에 보인다.
하얀 모래와 에메랄드 그린의 청정 해역에서 필리핀의 리조트 지로서 유명하며, 많은 관광객이 찾아온다. 더 많은 관광객과 산업 투자를 유치하기 위해 주 정부는 인프라 정비에 여념이 없다. 특히 막탄섬은 세부섬은 막탄 만다우에 다리와 마르셀 페르낭 다리의 2개의 다리로 연결되어 있지만, 세 번째 다리를 건설하거나 해저 터널을 만드는 논의가 일어나고 있다. 그러나 모두 재정적인 뒷받침이 부족하다.

## 역사
스페인인이 오기 전부터 세부는(당시는 즈부 Zubu 또는 비사야언로 스그보 Sugbo라고 불렀다) 명나라, 시암, 아랍, 말레이 등과의 교역의 거점으로 번영했다.

### 마젤란의 항해
1521년 4월 21일, 포르투갈의 항해사 페르디난드 마젤란은 세부에 도착했다. 그는 스페인왕의 명을 받아 탐구 과정에서, 유럽에서도 유명한 말라카 제도에 서향 항로를 개척하는 섬의 실태를 조사하고 동방 스페인의 영토를 넓힐 수 있는지 조사하는 것이 여행 목적이었다. 마젤란의 말레이인 노예 엔리케는 도착 후 간신히 말이 통한다고 말했다. 마젤란은 한때 선원으로 방문한 말레이어권에 돌아온 것을 알고는 세계를 일주했다는 것을 깨달았다.
마젤란은 세부의 영주, 라자 후마본을 설득하여 스페인 왕 카를 5세에게 충성을 맹세하게 했다. 스페인의 도미니크회의 수도사가 동승하고 있었으므로, 이 항해는 필리핀에 최초의 기독교(로마 가톨릭교회) 선교가 되었다. 4월 14일 마젤란은 커다란 나무 십자가를 세부 해안에 세우고, 400여명의 세부인이 세례를 받았다. 세부 왕과 왕비도 세례를 받고 스페인 국왕 부부에게 경의를 표하고, 각각 카를로스 후아나이라는 세례명을 받았다. 후에 세부의 마스코트가 될 어린 예수의 상, 산토니뇨 상도 스페인 측과 세부 측의 평화의 증거로 왕비에 준 것이다.
세부 선교와 동맹의 성공에 용기를 얻고 마젤란은 이웃 막탄섬을 향해 해협을 건넜다. 막탄은 무슬림의 영주(다투) 라푸라푸가 있었다. 4월 27일, 양자 간에 전투가 일어나고 마젤란은 전사하였으며, 부하들은 섬 주민에 의해 되돌려 보내졌다. 역사 학자이자 연대기 작가인 안토니오 피가페타는 부하들이향신료와 보석을 섬 주민에게 주었지만, 마젤란의 유해는 돌려받을 수 없었다고 썼다. 이후 라푸라푸는 필리핀 사람 침략자에 대한 저항의 상징이 되었고, 현재는 막탄섬에 마젤란 선교 기념비와 라푸라푸 전투를 찬양하는 기념비가 나란히 세워져 있다.
마젤란의 부하 중 한 명인 후안 세바스티안 엘카노는 지휘를 이어받아, 심하게 파손된 콘세프시온호를 태워버리고, 두 척의 잔존 함대를 이끌고 스페인으로 돌아왔다. 그들은 세부에 왔을 때 서향 항로는 반대 방향의 동쪽으로 항로를 잡았기 때문에 그들은 최초로 세계를 일주한 사람이 되었다.

## 행정 구역
- 시
  - 세부시(주도)
  - 만다우에시(Mandaue)
  - 라푸라푸시(Lapu - Lapu, 막탄 세부 국제공항이있다.)
  - 탈리사이시(Talisay)

이상의 4 개 도시는 수도권 메트로 마닐라에 이어 메트로 폴리스를 형성하고있다. 이 지역을 메트로 세부(Metro Cebu)라고 부른다. 기타 시로는 다음과 같은 것들이 있다.
- - 다나오시
  - 톨레도시

이 외에 47 개의 바랑가이가 있다

## 교통
세부의 항공 관문은 이웃 막탄섬의 라푸라푸 시에 있는 막탄 세부 국제공항에서 한국에 취항하고 있다. 국내에서는 마닐라에서 페리 항로가 설정되어 있다 (2008년에는 프린세스 오브 더 스타즈가 침몰하는 무대가 되었다).